# Samantha Watson
Samantha „Sammy“ Watson (* 10. November 1999 in Rochester, New York) ist eine US-amerikanische Mittelstreckenläuferin.

## Karriere
Watson wurde Vierte über 800 Meter in 2:04,11 min bei den Hallenmeisterschaften der USA 2020.
Watson belegte bei den USA-Outdoor-Meisterschaften 2019 in Des Moines, Iowa, in einer Zeit von 2:01,70 min den sechsten Platz unter 800.
Watson belegte bei den U20-Weltmeisterschaften 2018 in Tampere (Finnland) den 11. Platz über 800 Meter der Frauen in einer Zeit von 2:03,95 min.
Watson belegte den ersten Platz über 800 Meter bei den U20-Juniorenmeisterschaften der USA 2018 in Bloomington, Indiana, in einer Zeit von 2:01,46 min.
Sie belegte am 25. Juni 2017, bei den Nationalen Meisterschaften der Vereinigten Staaten in Sacramento, Kalifornien, über 800 Meter den sechsten Platz.
Mit einer Zeit von 2:43,18 min in 1000 Metern Höhe während der USATF-Hallenmeisterschaften 2017 in Albuquerque übertraf sie den nationalen High-School-Rekord von 2:43,43 min, den Sarah Brown 2005 aufgestellt hatte. Im Finale senkte sie den Rekord auf 2:40,72 min und belegte damit den vierten Platz in einem Feld von Profisportlern.
Sammy Watsons 800-Meter-Rekord brach den nationalen Rekord von 1974, den Mary Decker 1974 mit 2:01,80 min aufgestellt hatte, und sie ist auch der US-Juniorenrekord.
Zu den internationalen Auszeichnungen für Sammy Watson gehören der Gewinn der Goldmedaille als Junioren-Weltmeistertitel 2016 über 800 Meter und das Laufen mit der 4-mal-400-Meter-Staffel. Bei den USA Junior (U20) Outdoor Track and Field Championships in Clovis, Kalifornien, gewann Watson ihr zweites Team USA in einer Zeit von 2:02,91 min den Titel über 800 Meter.
Im Jahr 2015 war sie Jugendweltmeisterin über 800 Meter. Watson war 15 Jahre alt, als sie in 2:03,54 min den Weltmeistertitel über 800 Meter gewann, nachdem sie 2015 in Jacksonville, Florida, die Olympischen Juniorenspiele der USA über 800 Meter im Alter von 15 bis 16 Jahren in 2:08,73 min und über 400 Meter im Alter von 15 bis 16 Jahren in 54,31 s gewann.